# 3201 Sijthoff
3201 Sijthoff је астероид главног астероидног појаса са средњом удаљеношћу од Сунца која износи 2,257 астрономских јединица (АЈ).
Апсолутна магнитуда астероида је 13,7.